# Florian Kringe
Florian Kringe (Siegen, 18 de agosto de 1982) é um ex-futebolista da Alemanha.

## Carreira

### Borussia Dortmund
Kinge começou a sua carreira como futebolista em um pequeno clube da Alemanha, o TSV Weißtal. Em 1991 passou a atuar pelo mais importante clube de sua cidade natal, o Sportfreunde Siegen, com o qual completou três temporadas de destaque. Em 1994, seu passe foi comprado pelo Borussia Dortmund, clube pelo qual atuou por seis anos nas categorias de base até consolidar-se na equipa profissional. Kringe participou do Campeonato Mundial de Sub-17, disputado na Nova Zelândia.
Após duas temporadas atuando pelo F.C. Köln, em regime de empréstimo, retornou ao Borússia Dortmund, fazendo parte do elenco principal do clube na temporada 2004/2005, que chegou à final da Bundesliga. Ele renovou seu contrato até 2012 em dezembro de 2007. Em agosto de 2009, Kringe já não se encaixava mais nos planos do técnico Jürgen Klopp e teve seu passe emprestado para o Hertha Berlim, pelo qual, no entanto, atuou poucas vezes, devido a duas graves lesões.
Após o retorno ao Borússia Dortmund, atuou quase que exclusivamente pela equipe B. Mesmo assim, sagrou-se campeão da Bundesliga  na temporada 2011/2012, pela terceira vez em sua carreira. Seu contrato venceu ao final da temporada e o clube decidiu não renová-lo.

### 1. FC Köln
Após um bom desempenho com o Borussia Dortmund II, ele convence o 1. FC Köln a contratá-lo por empréstimo por um ano, o qual foi renovado para mais uma ano. Ele fazia parte dos destaques de sua equipa durante estes dois anos e marcou 8 golos em 63 jogos.

### Hertha Berlim
Contratado em regime de empréstimo para a temporada 2009/2010, Kringe, devido a duas graves lesões nos pés, praticamente não atuou pelo Hertha Berlim, que foi rebaixado nesta temporada.

### FC St. Pauli
Kringe atuou entre 2012 e 2015 pelo FC St. Pauli. Ele disputou a segunda divisão da Bundesliga por três temporada pelo clube.

## Títulos
Borussia Dortmund
- Campeonato Alemão: 2001-02, 2010-11, 2011-12
- Copa da Alemanha: 2011-12
- Supercopa da Alemanha: 2008

## Seleção nacional
Florian foi convocado diversas vezes para seleção alemã de juniores. Em 1999, foi chamado para disputar o Campeonato Mundial de Sub-17 na Nova Zelândia. Ele jogou os três partidas na fase de grupo por seu país, contra o Mali, a Austrália e o Brasil. O desempenho da Alemanha nos três jogos foi, no entanto, decepcionante: um empate contra o Mali - partida pela qual Kringe jogou as noventas minutos -, uma derrota contra a Austrália (1-2) e um empate contra o Brasil (0-0) - nas duas partidas, foi substituído, respectivamente, aos 74' e 75' minutos de jogo.
No início dos anos 2000, Alemanha criou o Team 2006, com o intúito de formar os futuros jogadores da Copa do Mundo de 2006. Kringe jogou pela Equipa B da Alemanha, tendo atuado em seis jogos entre 2002 e 2005.
Kringe também jogou quatro partidas pela seleção Sub-21 em 2003, nos jogos de qualificação do Campeonato Europeu de Sub-21, que foram disputados na Alemanha no ano seguinte.
Kringe atuava como meio-campo central e médio-defensivo.

### Jogos Internacionais
|    | Data                   | Cidade       | Adversário            | Resultado |     | Competição                             | Relatório |
| -- | ---------------------- | ------------ | --------------------- | --------- | --- | -------------------------------------- | --------- |
| 1. | 12 de novembro de 1999 | Christchurch | Mali Sub-17 (fr)      | 0 – 0     | 90' | Campeonato Mundial de Sub-17 (Grupo C) |           |
| 2. | 14 de novembro de 1999 | Christchurch | Austrália Sub-17 (en) | 2 – 1     | 74' | Campeonato Mundial de Sub-17 (Grupo C) |           |
| 3. | 17 de novembro de 1999 | Christchurch | Brasil (en)           | 0 – 0     | 75' | Campeonato Mundial de Sub-17 (Grupo C) |           |
| 1. | 17 de dezembro de 2002 | Mogúncia     | Escócia               | 3 – 3     | 59' | jogo amigável                          |           |
| 2. | 21 de outubro de 2003  | Aberdeen     | Escócia               | 0 – 1     | 46' | jogo amigável                          |           |
| 3. | 27 de abril de 2004    | Moscovo      | Rússia                | 1 – 1     | 46' | jogo amigável                          |           |
| 4. | 11 de outubro de 2004  | Ahlen        | Polónia               | 1 – 2     | 46' | jogo amigável                          |           |
| 5. | 6 de setembro de 2005  | Ancara       | Turquia B (en)        | 1 – 1     | 79' | jogo amigável                          |           |
| 6. | 15 de novembro de 2005 | Mattersburg  | Áustria               | 2 – 5     | 90' | jogo amigável                          |           |

## Refêrencias
1. ↑  Campeonato Europeu de Sub-21 de 2004 disputado na Alemanha